# Керол Браун (веслувальниця)
Керол Браун (англ. Carol Brown, 19 квітня 1953) — американська академічна веслувальниця.
Бронзова призерка Олімпійських Ігор 1976 року в складі вісімки.
Срібна призерка Чемпіонату світу 1975 (вісімки), 1978 (розпашні четвірки зі стерновою), 1981 (вісімки) років, бронзова призерка 1979 року в складі вісімки.